# Zerwiny
Zerwiny (lit. Zervynos) – litewska wieś etnograficzna w rejonie orańskim. Umiejscowiona w Dzukijskim Parku Narodowym nad rzeką Ułą. Historyczna Kolej Warszawsko-Petersburska przebiegała przez tę miejscowość (znajduje się tu przystanek kolejowy Zerwiny). W Zerwinach znajduje się czterdzieści osiem gospodarstw domowych. Osiem gospodarstw i trzydzieści dwa inne budynki uznane są oficjalnie za budowle etnograficzne. Miejscowość była nominowana do umieszczenia na liście światowego dziedzictwa UNESCO. Choć wieś jest odizolowana przez otaczającą Puszczę Dajnawską, jest to chętnie uczęszczane miejsce – szczególnie latem, kiedy turyści pływają kajakami po rzece Ule.

## Historia
| Rok  | Populacja |
| ---- | --------- |
| 1798 | 104       |
| 1858 | 133       |
| 1959 | 190       |
| 1970 | 169       |
| 1979 | 133       |
| 1987 | 139       |
| 2001 | 67        |

W źródłach pisanych Zerwiny pojawiają się po raz pierwszy dopiero w 1742. Dwadzieścia cztery obozowiska tego obszaru datowane są na okres pomiędzy epoką kamienia a epoką żelaza, co wskazuje na to, że tereny te były zamieszkiwane znacznie wcześniej. Mieszkańcy najczęściej polowali, łowili ryby i zbierali to, co można było znaleźć w lesie. W XVIII wieku wioska została podzielona przez rzekę Ułę. Prawobrzeżna część należała do starostwa Orany w województwie trockim, natomiast lewobrzeże zostało włączone do starostwa Koniawa w województwie wileńskim. Prawobrzeże weszło w posiadanie bogatego szlachcica, a część lewobrzeżna stała się osadą dla pracowników leśnych. Obydwie części składały się łącznie z dziesięciu gospodarstw zamieszkiwanych przez około stu mieszkańców.

## Architektura
Wieś pozostała nietknięta przez rolnictwo, ponieważ otacza ją las, a piach, który tam występuje, nie nadaje się do uprawy roślin. Dlatego też układ wioski nie zmienił się od XVIII wieku. Chaty postawione są równo wzdłuż drogi głównej, zajmując wąski teren pomiędzy rzeką a zboczem doliny rzeki. Rozmaite konstrukcje gospodarstw są wynikiem ukształtowania terenu i różnych rozmiarów działek. Wszystkie domy zbudowane są z drewna, głównie z kłód sosny, w oparciu o stare tradycje architektoniczne. Starsze chaty są proste, mają symetryczną kompozycję i prostą elewację. Są podzielone na trzy pomieszczenia: dwa duże pokoje na końcu domu, a z przodu przedpokój ze spiżarką w jego centrum. Jeżeli rodzina nie była liczna, w nowszych domach zamiast dwóch dużych pokoi stawiano pokój i kuchnię.
W środkowej części wioski znajdują się trzy krzyże postawione w różnych okresach. Czwarty postawiony jest na brzegu rzeki Uły, a piąty na skrzyżowaniu obok cmentarza. Zerwiny były jednym z wcześniejszych celów wypraw etnograficznych. Wydana w 1964 monografia została w całości poświęcona tej wiosce i jej dziedzictwu, co zapoczątkowało rozkwit badań etnograficznych na tym terenie.

## Kultura

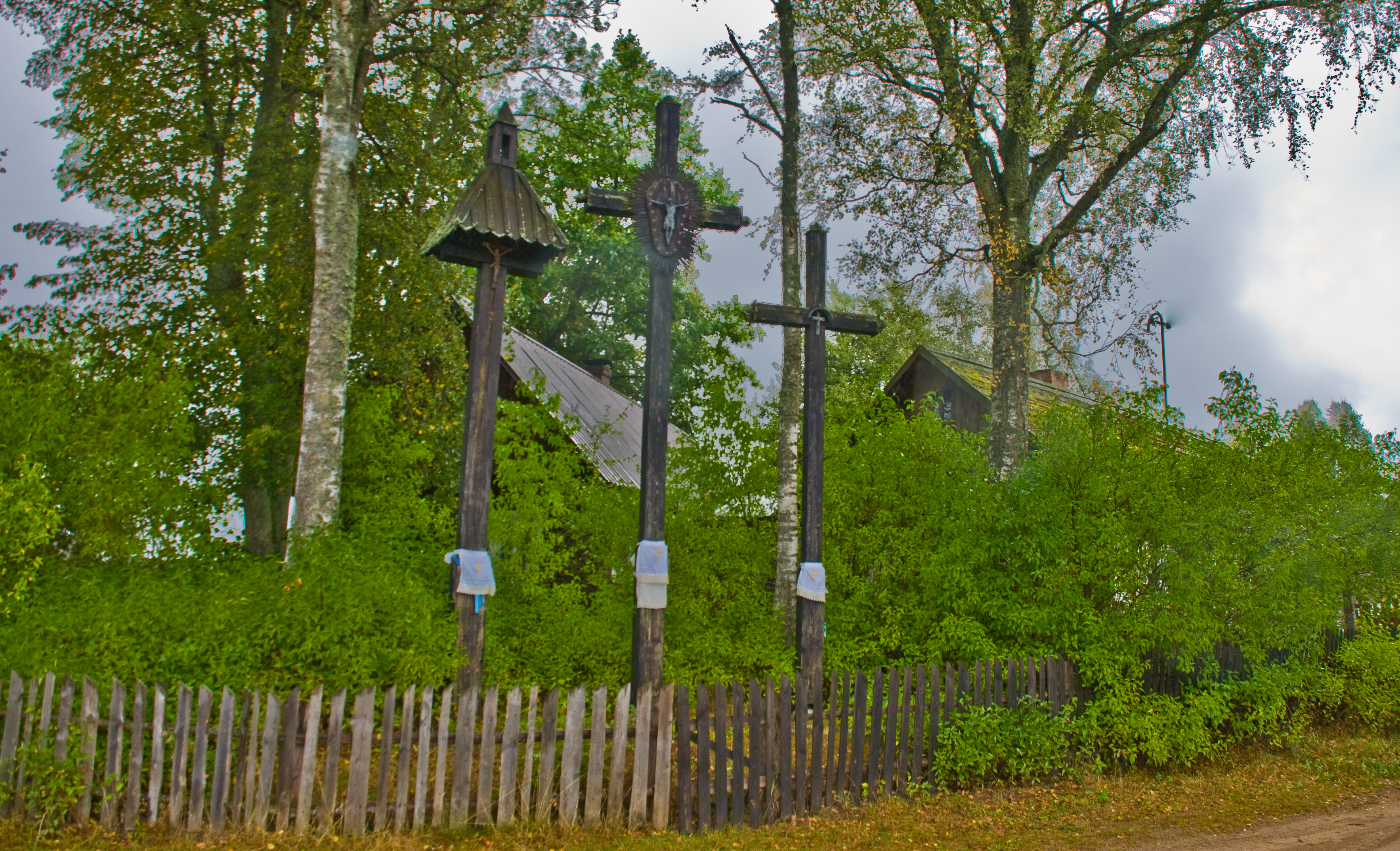
Trzy krzyże w centrum Zerwin.

Filmy Nikt nie chciał umierać (1966) opowiadający o Litwinach stawiających opór ZSRR oraz Fakt (1981) o masakrze w Pirciupiu zostały nakręcone w Zerwinach. Artysta ludowy Algis Svirnelis, który odbudował krzyże w Zerwinach, mieszka w tej miejscowości. Laureat litewskiej Narodowej Nagrody Kultury i Sztuki w 2005, Juozas Aputis, również zamieszkuje tę wioskę. W 2001 mieszkańcy byli gospodarzami corocznego Festiwalu Grzybowego, gdzie zaproszono przewodniczącego litewskiego Sejmu, Artūrasa Paulauskasa, oraz ambasadora Stanów Zjednoczonych, Johna F. Teffta, na grzybobranie w okolicznych lasach. Wioska jest znana również z pszczelarstwa: dwie stare sosny z dziuplami dla pszczół zostały uznane za pomniki przyrody.